# Wojska pancerne i zmechanizowane
Wojska pancerne i zmechanizowane – rodzaj wojsk wchodzący w skład polskich wojsk lądowych.

## Charakterystyka
Wojska pancerne i zmechanizowane stanowią trzon polskich wojsk lądowych. Przeznaczone są do odpierania uderzeń zgrupowań pancerno-zmechanizowanych przeciwnika, wykonywania zwrotów zaczepnych, prowadzenia działań na rzecz wsparcia pokoju, zwalczania środków napadu powietrznego, zwłaszcza śmigłowców bojowych i walki z formacjami aeromobilnymi przeciwnika.
Szczegółowe zadania to: w natarciu – rozbicie lub niszczenie głównych zgrupowań przeciwnika, opanowanie ważnych rejonów lub rubieży, forsowanie przeszkód wodnych, prowadzenie pościgu za wycofującym się przeciwnikiem; w obronie – utrzymanie zajmowanych rejonów, rubieży lub pozycji oraz odparcie uderzeń przeciwnika i rozbicie jego wojsk, które włamały się w głąb obrony.
W ich skład wchodzą dywizje zmechanizowane i pancerna. Dywizja zdolna jest do prowadzenia działań taktycznych samodzielnie lub w składzie narodowego związku operacyjnego bądź wielonarodowego zgrupowania wojsk. W zależności od charakteru prowadzonych działań bojowych dywizja może: prowadzić działania opóźniające, bronić wydzielonego obszaru, organizując obronę stałą lub wykonywać przeciwuderzenia albo brać udział w przeciwnatarciu, utrzymywać i umacniać obszary lub rubieże terenowe czy wykonywać inne zadania wynikające z planu operacji.
Podstawowymi oddziałami dywizji są brygady zmechanizowane i pancerna. W brygadzie wyróżnia się trzy typy batalionów: batalion czołgów oraz batalion zmechanizowany i zmotoryzowany. W czasie walki tworzą one zasadnicze elementy ugrupowania brygady. W skład batalionu czołgów wchodzą cztery kompanie czołgów, kompania dowodzenia oraz kompania logistyczna. Na swoim wyposażeniu batalion posiada około 60 czołgów.
Batalion zmechanizowany (zmotoryzowany) składa z czterech kompanii zmechanizowanych (zmotoryzowanych), kompanii wsparcia, kompanii dowodzenia oraz kompanii logistycznej. Batalion posiada około 60 wozów bojowych. Ponadto kompania wsparcia dysponuje 120 mm moździerzami i wyrzutniami przeciwpancernych pocisków kierowanych. W toku działań bojowych wzmocnione bataliony mogą działać jako batalionowe grupy bojowe.

## Polskie jednostki wojsk pancernych i zmechanizowanych
2018
| Dywizje | Dywizje                        | Dywizje  | Brygady                            | Brygady                        | Brygady    |
| Logo    | Nazwa jednostki                | Miejsce  | Logo                               | Nazwa jednostki                | Miejsce    |
| ------- | ------------------------------ | -------- | ---------------------------------- | ------------------------------ | ---------- |
|         | 11 Dywizja Kawalerii Pancernej | Żagań    |                                    | 10 Brygada Kawalerii Pancernej | Świętoszów |
|         | 11 Dywizja Kawalerii Pancernej | Żagań    | 34 Brygada Kawalerii Pancernej     | Żagań                          |            |
|         | 11 Dywizja Kawalerii Pancernej | Żagań    | 17 Brygada Zmechanizowana          | Międzyrzecz                    |            |
|         | 12 Dywizja Zmechanizowana      | Szczecin |                                    | 2 Brygada Zmechanizowana       | Wałcz      |
|         | 12 Dywizja Zmechanizowana      | Szczecin | 12 Brygada Zmechanizowana          | Szczecin                       |            |
|         | 12 Dywizja Zmechanizowana      | Szczecin | 7 Brygada Obrony Wybrzeża          | Słupsk                         |            |
|         | 16 Dywizja Zmechanizowana      | Olsztyn  |                                    | 9 Brygada Kawalerii Pancernej  | Braniewo   |
|         | 16 Dywizja Zmechanizowana      | Olsztyn  | 15 Brygada Zmechanizowana          | Giżycko                        |            |
|         | 16 Dywizja Zmechanizowana      | Olsztyn  | 20 Brygada Zmechanizowana          | Bartoszyce                     |            |
|         | 18 Dywizja Zmechanizowana      | Siedlce  |                                    | 1 Warszawska Brygada Pancerna  | Warszawa   |
|         | 18 Dywizja Zmechanizowana      | Siedlce  | 19 Brygada Zmechanizowana          | Lublin                         |            |
|         | 18 Dywizja Zmechanizowana      | Siedlce  | 21 Brygada Strzelców Podhalańskich | Rzeszów                        |            |